# Megaselia copiosa
Megaselia copiosa är en tvåvingeart som beskrevs av Borgmeier 1967. Megaselia copiosa ingår i släktet Megaselia och familjen puckelflugor. Inga underarter finns listade i Catalogue of Life.